# بخش چرداکلینسکی
بخش چرداکلینسکی (به لاتین: Cherdaklinsky District) یک منطقهٔ مسکونی در روسیه است که در استان اولیانوفسک واقع شده‌است.